# Ngenechén
Ngenechén (mapudungun: ngünechen) —también conocido como Nenechén, Ngünechén, Nguenúechén, Guenechén, Guinechén, Guinechena, Guienapun o Huenechen— es uno de los seres espirituales Ngen más importantes dentro de la  religión mapuche tradicional y las creencias del pueblo mapuche actual; siendo considerado como el "Ser Supremo" en la cosmovisión mapuche; considerado actualmente como la deidad primordial más importante de la religión Mapuche.
Así, su culto, junto al culto a los antepasados denominados pillanes, y el culto a la naturaleza (Ñuke Mapu) a través de la interacción con los demás Ngen, son los cultos más importantes dentro de la religiosidad Mapuche.

## Descripción
Los mapuches distinguen a Ngünechen como el "gobernador de los mapuches" o el equivalente actual de "dios de los mapuches". Es el "ser supremo" de la religión mapuche, y/o sinónimo de Dios para la mayor parte de los mapuches actuales. A Ngünechen se le compara, concibe y/o se le asocia a Jehová, Yahveh o Dios, siendo símbolo importante del equilibrio y el bienestar espiritual. 
Sin embargo, esta concepción es cierta solo hasta cierto punto, pues al consultar los estudios antropológicos realizados por varios autores, se puede observar que actualmente el concepto de Ngünechen ha sufrido una modificación gradual respecto al uso y significado dados originalmente, ya que Ngünechen, en su definición más pura y antigua, no era considerado un dios omnisciente u omnipotente.
Originalmente, el pueblo mapuche en su conjunto era politeísta y reconocía un principio organizacional cuatripartito representado por una familia de dioses espíritus compuesta por un hombre viejo (füta chachai), mujer vieja (ñuke papai), hombre joven (weche wentru) y mujer joven (ülcha domo). Este principio cuatripartito “constituye la base  para la deidad mapuche Ngünechen”. Según el historiador mapuche Antonio Painecura, “Ngünechen es dual, epu, hombre y mujer (…) El hombre viejo y la mujer vieja concentran la sabiduría y la experiencia porque aun son capaces de dar hijos a través del hombre joven y la mujer joven. Estas cuatro personas son las que crean nuestro mundo, y todos los mapuches son creados a partir de estas cuatro personas (…)”. Domingo Curaqueo añade: “Ngünechen no debe ser entendido como un dios único, ya que dicha traducción fue hecha por los jesuitas para enseñar su religión e imponer un dios único universal”.
Solo a partir del siglo XIX, después de la conquista española y las evangelizaciones, los mapuches empezaron a tener la idea de un Dios superior que vivía en el cielo y dominaba la tierra, que era superior a todos los demás dioses. Aun así, este concepto continuó teniendo una fuerte raíz étnica. La influencia de estructuras cristianas y coloniales cambió solo en parte las nociones mapuches de divinidad. La imagen de Ngünechen combinó varios símbolos coloniales masculinos de autoridad con la naturaleza y los espíritus ancestrales de los mapuches, convirtiendo a Ngünechen en el patrón, dominador y el gobernante de la tierra y sus habitantes, la combinación del poder de todos los espíritus dominantes de la naturaleza (ngen) y los espíritus ancestrales que moran en el cielo (wenu püllüam).
Este proceso de sincretismo unificó y fusionó a Ngünechen con otras deidades, principalmente con Ngenechen (dueño de los mapuches), Elchen (creador del mapuche), y Elmapun (creador del mundo mapuche), Ngenmapun y Ngûnemapun, asimismo con sus símiles del mundo espiritual.
Noggler (1980), hablando de la acomodación de los capuchinos bávaros a la realidad araucana, señala: “eminentes misioneros enseñaban al pueblo mapuche que el Padre celestial de los cristianos era idéntico con el Ngünechen”, que el relato bíblico del diluvio correspondía al tren-tren mapuche y, el sacrificio del Ngillatun a los sacrificios de Israel en el Antiguo Testamento”. Cooper se refirió a Ngünechen como a la divinidad creadora de la naturaleza y del hombre. Guevara (1908), Latcham (1924), MCtraux (1973) y Dowling (1973) vieron en este rasgo una clara influencia de la evangelización. Faron (1964), por su parte, constató “la posición apical de Ngünechen en el panteón”; a igual conclusión llegó Grebe (1971). No obstante, estos dos últimos autores consideran que dicha creencia es “inconsistente con gran parte de las creencias mapuches”. Según Alonqueo (1979), “para el mapuche no hay más que un solo Dios Soberano Creador, aunque nombre varias personas en Dios: Fücha, Kuche, Weche Wentru e Ilcha domo; así como los cristianos creen en la Trinidad, sin ser por ello politeístas... (nosotros invocamos) a Dios bajo las cuatro personas y el Fileu es el Espíritu de Poder y Sabiduría de Dios”
Por lo tanto, la posición máxima o única que actualmente ostenta Ngünechen en el panteón mapuche sería el resultado de la influencia cristiana, una especie de dios único dado a los mapuches para cristianizarlos, pero que aún conserva parte de las ideas politeístas de la religión mapuche original. Aunque "Ngünechen" y "Chaw Dios" se asimilan al Dios cristiano, siguen subsistiendo los cuatro integrantes de "Ngünechen" (Anciano, Anciana, Hombre Joven y Mujer Joven). Solo se incorporan los elementos cristianos que se pueden asociar con elementos mapuches o que no contradicen su estructura religiosa básica.
Actualmente, estas concepciones religiosas sincréticas se ven claramente reflejadas en el ritual seguido durante el nguillatún. Las médiums mapuches o  machis y el orador religioso o ngenpin oran primordialmente a Ngünechen y siguen manteniendo con él la misma relación de reciprocidad que mantenían con los antiguos espíritus ancestrales o Pillanes. Sin embargo, Ngünechen no tiene las mismas acepciones de moralidad y santidad del Dios cristiano. 
Por ejemplo: 
- No existe la necesidad unilateral del hombre mapuche hacia su dios: “Ngünechen necesita tanto del hombre mapuche como ellos de él”.
- Si los mapuches no retribuyen con ofrendas, sacrificios animales y propiciaciones, Ngünechen los castigará con sequías, escasez y  pobreza. Y la mayoría de los mapuches cree que Ngünechen los castigará si se graba o se filma un nguillatún. 
- No se ostenta riqueza con joyas de plata, a excepción de la machi , porque se cree que Ngünechen castigará con heladas y desgracia. 
- Se dan cuatro series de cuatro vueltas porque “tienen que ser cuatro como en Ngünechen: cuatro partes para ser completo”, y se vierte chicha en el suelo como ofrecimiento a Ngünechen para aumentar la fertilidad de la tierra.

## Comunicación con Chaw Ngünechen
Chau Ngünechen se comunicaba a través de los sueños (pewma) que implantaba en los o las machis, a los cuales por ejemplo, les comunica como se debe mantener el orden vigente, y las costumbres propias de la etnia mapuche.
Chau Ngünechen puede indicar directamente al mapuche por medio de un sueño que debe ser machi  (del mapudungún: Eimi machingeaimi ‘tú serás machi’). Si este no acepta de inmediato, se dice que el Chau Ngünechen hace que esta persona se enferme gravemente, como con una incurable deformidad en pie u otra dolencia, con lo cual, irremediablemente, deberá aceptar ser curado por un(a) machi con la condición de convertirse en uno de ellos.

## Leyenda
Según la tradición, el espíritu Ngenechén es quien llevó a los primeros ancestros humanos de los mapuches al lugar que hoy habitan, y es él quien está a cargo de dar guía y velar por el bienestar de todo el pueblo mapuche; del mismo modo que siguen haciéndolo los antepasados pillanes, en cada una de sus familias descendientes respectivamente. Es por esta razón que en el Mapu (Tierra), el espíritu Ngenechén es el encargado de dirigir los destinos humanos hacia el buen camino, y es quien los protege, ya que es el encargado de que el pueblo mapuche siga las leyes y tradiciones del Admapu, y por ello también es quien castiga al ser humano si no respeta lo dicho en el Admapu. Así trata de mantener en equilibrio al mundo, contra las fuerzas negativas o wekufe del desequilibrio
Sin embargo, hay que mencionar que antes de la llegada del español, en el mundo mapuche no existía la figura "wekufe" como representación de la maldad propiamente tal, sino más bien todo dependía del equilibrio de fuerzas positivas y negativas, pero no específicamente maléficas como el demonio del cristianismo.

## Representaciones de Ngenechén
Escultura en piedra. Ngünechen es poseedor de dos pares de atributos opuestos: sexo masculino y femenino, juventud y ancianidad.

## En elHimno de la Provincia del Neuquén (Neuquén Trabun Mapu)
Se hace referencia a Ngenechén en el Himno de la Provincia del Neuquén, "Neuquén Trabun Mapu" (título, que quiere decir "Neuquén, tierra de encuentro") en uno de sus versos que dice: "Multiplicando panes igual que Nguenechén". Tales palabras hacen pensar que pueda tratarse de una asociación cristiana al milagro de la Multiplicación de los panes y los peces de Jesucristo, al que el citado verso parece estar haciendo referencia. Esta poesía declarada oficialmente Himno Provincial de esta unidad territorial argentina, presenta a su vez menciones a varios otros términos pertenecientes a la cultura mapuche.